# 需要の所得弾力性
需要の所得弾力性（じゅようのしょとくだんりょくせい, 英: Income elasticity of demand）とは、消費者の所得が1%変化したときのある財の需要の変化率のこと。所得が10%増加したときに、ある財の需要量が20%増加した場合、需要の所得弾力性は20%/10% = 2 となる。

## 定義
需要の所得弾力性は、「所得の変化によるある財の需要量の変化率」÷「所得の変化率」である。{\displaystyle q}をある財の需要量、{\displaystyle I}を所得水準とすると、数学的には
{\displaystyle e={\frac {dq/q}{dI/I}}={\frac {dq}{dI}}{\frac {I}{q}}}
と書ける。需要関数が所得の変化に対して離散的に変化するとき、
{\displaystyle e={\frac {(q_{2}-q_{1})/q_{1}}{(I_{2}-I_{1})/I_{1}}}}
と書ける。ただし{\displaystyle I_{1}}は初期時点の所得水準、{\displaystyle I_{2}}は変化後の所得水準、{\displaystyle q_{1}}は初期時点における需要量で、{\displaystyle q_{2}}は所得変化後の需要量である。需要関数が所得について微分可能であれば、
{\displaystyle e={\frac {d\ln q}{d\ln I}}}
と書ける。ただし{\displaystyle \ln }は自然対数の記号である。

## 解釈
「需要の価格弾力性」はほとんどの場合負であるが、多くの財の「需要の所得弾力性」は正である。「需要の所得弾力性」が正の財は正常財（あるいは上級財、Normal goods）、負の財は劣等財（あるいは下級財、Inferior goods）と呼ばれる。
正常財で、「需要の所得弾力性」が1よりも小さいものを必需品（Necessity goods）、1よりも大きい財を贅沢品（Luxury goods）と呼ぶ。「需要の所得弾性値」がゼロのとき、所得が変化しても需要は変化しない。
需要の所得弾力性を{\displaystyle e_{qI}}と置くと、以下のようにまとめられる。
| {\displaystyle e_{qI}>0}       | 上級財（正常財）             | 所得が増加したときに、その財の需要が増加する。                                           |
| {\displaystyle e_{qI}>1}       | 上級財（正常財）でかつ奢侈財 | 所得が増加したときに、その財の需要が増加し、所得の増加率よりも需要の増加率の方が大きい。 |
| {\displaystyle 1\geq e_{qI}>0} | 上級財（正常財）でかつ必需品 | 所得が増加したときに、その財の需要が増加し、所得の増加率よりも需要の増加率の方が小さい。 |
| {\displaystyle e_{qI}<0}       | 下級財（劣等財）             | 所得が増加したときに、その財の需要が減少する。                                           |

参考のために、需要の価格弾力性{\displaystyle e_{qp}}に基づいた分類も以下にまとめる。
| {\displaystyle e_{qp}<0} | 通常財       | 価格が上昇したときに、その財の需要が減少する。 |
| {\displaystyle e_{qp}>0} | ギッフェン財 | 価格が上昇したときに、その財の需要が増加する。 |

スルツキー方程式を用いると、包括的な財の分類をすることができる。
需要の所得弾力性は、将来の消費者の消費行動を予測する指標として、また企業の投資決定を決める際の参考情報として用いられる。例えば、ある国で所得水準の上昇が高い確率で起こると予測される場合は、需要の所得弾力性が大きい財を生産する企業に投資し、需要の所得弾力性が小さい財（特に、負の財）を生産する企業への投資を避けることが最適であると示唆される。

### 財の分類についての補足
正常財と上級財が同義で、正常財（または上級財）が奢侈財と必需品に分類できるとする定義が一般的である。
|  | 正常財（上級財）                                                                                              |
|  | |
|  | \| \| 需要の所得弾力性が1よりも大きい → 奢侈財 \| \| \| \| \| \| 需要の所得弾力性が1以下 → 必需品 \| \| \| \| |
|  | |
|  | 需要の所得弾力性が1よりも大きい → 奢侈財                                                                      |
|  | |
|  | 需要の所得弾力性が1以下 → 必需品                                                                              |
|  | |

## 推定値
| 品目                         | 推定値     | 出典   |
| ---------------------------- | ---------- | ------ |
| アルミニウム                 | 1.5        | [ 5 ]  |
| 自分自身の人生（人生の価値） | 0.50～0.60 | [ 6 ]  |
| 自動車                       | 2.98       | [ 7 ]  |
| 卑金属                       | 0.9        | [ 8 ]  |
| 銅                           | 1.0        | [ 5 ]  |
| 書籍                         | 1.44       |        |
| エネルギー                   | 0.7        | [ 9 ]  |
| マーガリン                   | -0.20      |        |
| 公共交通機関                 | -0.36      | [ 10 ] |
| レストランでの食事           | 1.40       |        |
| タバコ                       | 0.42       | [ 11 ] |
| 水                           | 0.15       | [ 12 ] |
| ガソリンとディーゼル         | 0.66～1.26 | [ 13 ] |

ガソリンとディーゼルの「需要の所得弾力性」はよく推定されているが、推定値は論文によって大きく異なる。先進国における「ガソリン需要の所得弾力性」の推定値は0.66～1.26の範囲におさまっている。

## 総支出に占める割合
ある財の「需要の所得弾力性」が正であり、その財が正常財であるということは、消費者の総支出に占めるその財への支出割合が増加することを必ずしも意味しない。総支出に占める割合が増えるかどうかは、「需要の所得弾力性」が1よりも大きいかどうかで決まる。例えば、マーガリンのように「需要の所得弾力性」がマイナスである場合は（-0.20と推定されている）、消費者の所得が増加すると、消費者の総支出に占めるマーガリンへの支出の割合が低下することは明らかである。「需要の所得弾性値」がプラスであっても、例えばタバコのように1よりも小さい場合（0.42と推定されている）、所得が10%増加したときにタバコへの支出は4.2%しか増加しないため、総支出に占めるタバコへの支出割合は低下する。書籍のように「需要の所得弾力性」が1よりも大きいとき（1.44と推定されている）、10%の所得の増加が書籍への支出を14.4%増やすため、総支出に占める書籍への支出割合は大きくなる。
食品の「需要の所得弾力性」は0から1の間であるため、食品への支出額は所得が増加すれば増えるが、所得の増加率ほどは増加しない。このことはエンゲルの法則として知られている。
「需要の所得弾力性」は、所得分布、各所得階層の消費者の割合などと関連している。ある所得階層の消費者の所得が増加すると、特定の財への需要が増加する。所得分布がガンマ分布で表される場合、「需要の所得弾力性」は、その財の購入者の平均所得と人口の平均所得の差に比例する。